# بيتر دراكر
بيتر فردناند دراكر (بالألمانية: Peter Ferdinand Drucker)‏ كاتب اقتصادي أميركي من أصل نمساوي[بحاجة لمصدر]، ولد في فيينا عاصمة النمسا في 1909م وعاش معظم حياته في الولايات المتحدة الأمريكية حيث عاش في الفترة بين (19 نوفمبر 1909- 11 نوفمبر 2005) أجمع الكل أنه الأب الروحي للإدارة، فهو الذي حدّد مفهوم الشركة في تحليله الرائع لشركة جنرال موتورز. توفيّ في عام 2005م عن عمر 96 سنة وكان قد حصل على أرفع الجوائز التقديرية في الولايات المتحدة “الوسام الرئاسي للحرية” في عام 2002م.
والده كان محامياً ووالدته طبيبة أي أنه عاش وترعرع في بيئة مثقفة.
درّس الإدارة في كلية كليرمونت للدراسات العليا بكاليفورنيا. قام بتأليف أكثر من 40 كتاباً من أعظم المؤلفات في مجالات السياسة والاقتصاد والإدارة.
تُرجمت جميع كتبه لأكثر من 20 لغة.
كتب معظم مقالاته وتعليقاته في “وول ستريت جورنال” و“هارفارد بيزنس ريفيو” ما بين عامي 1975م و1995م.
أنتج أربع سلاسل تعليمية مصوّرة عن الإدارة، من صفاته المميزة (محب للقراءة، ذاكرة قوية، شديد الذكاء والإدراك والفهم) .

## مؤلفاته
وهذه قائمة بمؤلفاته مرتّبة زمنياً:
1. نهاية الرجل الاقتصادي: مصادر الاستبداد The End of Economic Man: The Origins of Totalitarianism) 1939) .
2. مستقبل الرجل الصناعي The Future of Industrial Man) 1942). مستقبل الرجل الصناعي The Future of Industrial Man) 1942).
3. مفهوم الشركة “دراسة لجنرال موتورز” Concept of the Corporation: A study of General Motors) 1945).
4. المجتمع الجديد The New Society) 1950).
5. ممارسة الإدارة (أو الإدارة في التطبيق) The Practice of Management) 1954).
6. أمريكا السنوات العشرين اللاحقة America’s Next 20 Years) 1957).
7. علامات الغد: تقرير عن العالم ما بعد الحديث Landmarks of Tomorrow: A Report on the New ‘Post-Modern’ World) 1959).
8. القوة والديمقراطية في أمريكا Power and Democracy in America) 1961).
9. الإدارة بالنتائج: المهام الاقتصادية وقرارات المخاطرة Managing for Results: Economic Tasks and Risk-Taking Decisions) 1964).
10. المدير التنفيذي الفعّال The Effective Executive) 1966).
11. عصر الانقطاع (عصر التغيير) The Age of Discontinuity) 1968).
12. التكنولوجيا: المجتمع والإدارة Technology, Management and Society) 1970).
13. الرجال: أفكار وسياسات Men, Ideas and Politics) 1971).
14. الإدارة: المهام والمسؤوليات والتطبيقات Management: Tasks, Responsibilities and Practices) 1973).
15. الثورة الغير مرئية: هكذا جاء صندوق التقاعد إلى أمريكا The Unseen Revolution: How the Pension Fund Came to America) 1976).
16. مقدمة تمهيدية للإدارة An Introductory View of Management) 1977).
17. مغامرات متفرّج (سيرة ذاتية) Adventures of a Bystander (1979) Autobiography).
18. أغنية الفرشاة: الياباني يرسم من مجموعة سانسو Song of the Brush: Japanese Painting from the Sanso Collection) 1979).
19. الإدارة في الأوقات العصيبة Managing in Turbulent Times) 1980).
20. نحو الاقتصاد القادم ومقالات أخرى Toward the Next Economics and Other Essays) 1981).
21. العالم المتغيّر للمدير التنفيذي The Changing World of the Executive) 1982).
22. إغراء الفعل الخيري The Temptation to Do Good) 1984).
23. الإبداع والعمل الحر: الممارسة والأسس Innovation and Entrepreneurship: Practice and Principles) 1985).
24. حدود الإدارة The Frontiers of Management) 1986).
25. الحقائق الجديدة The New Realities) 1989).
26. إدارة المنظمات اللاربحية: التطبيقات والأسس Managing the Non-Profit Organization: Practices and Principles) 1990).
27. الإدارة للمستقبل: التسعينات وما بعدها Managing for the Future: The 1990s and Beyond) 1992).
28. مجتمع ما بعد الرأسمالية The Post-Capitalist Society) 1993).
29. الرؤية البيئية: الانعكاسات على الحالة الأمريكية The Ecological Vision: Reflections on the American Condition) 1993).
30. نظرية العمل The Theory of the Business) 1994).
31. إدارة في وقت تغيير عظيم Managing in a Time of Great Change) 1995).
32. دركر في آسيا: حوار بين دركر وأيسيو نيكوتشي Drucker on Asia: A Dialogue Between Peter Drucker and Isao Nakauchi) 1997).
33. بيتر دركر في مهنة الإدارة Peter Drucker on the Profession of Management) 1998).
34. تحديّات الإدارة للقرن الحادي والعشرين Management Challenges for the 21st Century) 1999).
35. إدارة الذّات Managing Oneself) 1999).
36. جوهر دركر: أفضل ما في ستون سنة من كتابات دركر الجوهرية The Essential Drucker: The Best of Sixty Years of Peter Drucker’s Essential Writings on Management 2001).
37. القيادة لوقت التغيير: ماذا ستأخذ لوقت التغيير (بالاشتراك مع بيتر سينج) Leading in a Time of Change: What it Will Take to Lead Tomorrow 2001; with Peter Senge).
38. المدير التنفيذي الفعّال منقّح The Effective Executive Revised) 2002).
39. الإدارة في المجتمع القادم Managing in the Next Society) 2002).
40. مجتمع مؤدٍ A Functioning Society) 2003).
41. دركر اليومي: 366 يوماً من البصيرة والحافز لجعل الأشياء الصحيحة معمولة The Daily Drucker: 366 Days of Insight and Motivation for Getting the Right Things Done) 2004).
42. المدير التنفيذي الفعّال في الأداء The Effective Executive in Action) 2005).

## روابط خارجية
- بيتر دراكر على موقع الموسوعة البريطانية (الإنجليزية)
- بيتر دراكر على موقع ميوزك برينز (الإنجليزية)
- بيتر دراكر على موقع إن إن دي بي (الإنجليزية)